# Шарнин, Алексей Юрьевич
Алексей Юрьевич Шарнин (род. 5 ноября 1972, Уфа) — советский и российский хоккеист, вратарь, мастер спорта России. Тренер.

## Биография
Воспитанник СК имени Салавата Юлаева (Уфа), провёл за команду несколько матчей в сезонах 1988/89 — 1989/90. С сезона 1990/91 играл в «Металлурге» Серов, в следующем сезоне перешёл в «Маяк» Куйбышев, с сезона 1992/93 — в ЦСК ВВС Самара, где провёл 10 сезонов (1992/93 — 1999/2000, 2002/03 — 2003/04). Также играл за команды «Прогресс» Глазов (1994/95), «Нефтяник» Лениногорск (1998/99, 2001/02), «Салават Юлаев» и «Салават Юлаев-2» (2000/01).
С 2004 года — тренер по работе с вратарями в структуре ЦСК ВВС.
Окончил Высшую школу тренеров по хоккею с шайбой имени Сергея Михалёва (2021).
Сын Данила (род. 1996) — воспитанник «Салавата Юлаева», играл на молодёжном уровне.